# Алиев, Арсланбек Кадиевич
Арсланбек Кадиевич Алиев (род. 23 сентября 1983, Хасавюрт, Дагестанская АССР) — российский борец вольного стиля, призёр чемпионатов России, чемпион России в абсолютной категории, обладатель и призёр Кубка мира в командном зачёте, мастер спорта России международного класса.

## Биография
В детстве увлёкся боксом, затем переключился на футбол. В 16 лет начал заниматься борьбой. Выступал в тяжёлой и супертяжёлой весовых категориях (до 96-125 кг). Представлял клуб «Динамо» (Владимирская область). Член сборной команды России в 2011—2015 годах. Тренировался под руководством тренеров А. Курбанова, С. Д. Умаханова, Г. М. Рашидова.

## Происшествия
Утром 24 июня 2022 года в центре Москвы на Зубовском бульваре «Mercedes» на большой скорости уходил от столкновения с такси. Водитель не справился с управлением и машина врезалась в стену здания. Арсланбек Алиев, приехал в столицу к друзьям, когда он прогуливался по улице, то стал свидетелем этой аварии, после столкновения машина загорелась, а сам Алиев вытащил шесть человек из машины, два человека, сидевших впереди погибли на месте. С большой долей вероятности без его помощи они бы сгорели в машине. В июле 2022 года министр спорта Дагестана Сажид Сажидов поблагодарил Арсланбека Алиева за проявленное мужество и подчеркнул, что его поступок должен быть примером для всех остальных. Также он объявил благодарность ему за спасение людей, издав соответствующий указ. В сентябре того же 2022 года руководство главного управления МЧС Москвы наградило ведомственными медалями Алиева, а также его коллегу Магомедшапи Гаджиева медалью «За спасение на пожаре».

## Спортивные результаты
- Абсолютный чемпионат России по борьбе 2007 года — ;
- Гран-при Ивана Ярыгина 2009 года — ;
- Гран-при Ивана Ярыгина 2010 года — ;
- Международный турнир по вольной борьбе на приз Владимира Семёнова 2010 года — .
- Чемпионат России по вольной борьбе 2010 года — ;
- Чемпионат России по вольной борьбе 2011 года — ;
- Чемпионат России по вольной борьбе 2014 года — ;